# ایوان بلا
ایوان بلا (به انگلیسی: Ivan Bella) فضانورد اهل کشور اسلواکی است که در ۲۵ مهٔ ۱۹۶۴ میلادی در برزنو زاده شد. وی در مأموریت سایوز تی‌ام-۲۹ ، سایوز تی‌ام-۲۸ حضور داشته است.